# Замойский, Анджей Артур
Граф Анджей Замойский (пол. Andrzej Artur Zamoyski; 2 апреля 1800, Вена — 29 октября 1874, Краков) — польский государственный деятель из рода Замойских. Неформальный глава фракции «белых» до и в период восстания 1863 — 1864 годов.

## Биография
Родился в 1800 году в семье Станислава Костки Замойского и Софии Чарторыйской.
В 1842 году основал сельскохозяйственный ежегодник (Rocznik Gospodarstwa Krajowego).
В 1848 году основал пароходную компанию, осуществлявшую перевозки по Висле.
В 1857 году основал сельскохозяйственное общество (Towarzystwo Rolnicze) в котором позже сконцентрировались сторонники фракции «белых». В течение первых лет своей деятельности Сельскохозяйственное общество занималось почти исключительно вопросами агрономии, выставок, конкурсов и т. д. За несколько лет общество разрослось до нескольких тысяч человек, кроме съездов общества работали постоянные комиссии. Общество приобрело не только экономическое но и большое политическое значение, превратившись в некий заменитель парламента. Но 6 апреля 1861 года в связи в возросшим радикализмом общество было распущено.
Анджей Замойский был вызван в Петербург, где император Александр II попросил его временно уехать за границу.
19 сентября 1863 года, во время польского восстания, из окон дома, принадлежавшего Замойскому (на улице Новой Свет), была забросана бомбами и обстреляна коляска, в которой ехал наместник Царства Польского граф Фёдор Фёдорович Берг с адъютантом Виктором фон Валем. Серьёзно никто не пострадал — были контужены Виктор фон Валь и несколько казаков конвоя, граф отделался простреленным воротником шинели. Дворец Замойского был конфискован, хотя сам граф вряд ли был причастен к покушению, так как дом сдавался большому числу жильцов, а самого его не было в Польше.
Жил в Париже и Дрездене.

## Семья и дети
16 сентября 1824 года в Любомле женился на графине Розе Потоцкой (16 июня 1802 — 27 октября 1862), дочери графа Антония Потоцкого (1780—1850) и Розы Потоцкой (1780—1862). Их дети:
- София (5 сентября 1825 — 27 марта 1853), муж — Франтишек Жолтовский (1818—1894)
- Владислав (1830 — 10 ноября 1873)
- Цецилия (10 мая 1831 — 23 июля 1904), муж с 1853 года князь Ежи Генрик Любомирский (1817—1872)
- Ян Михаил (род. 29 ноября 1832 — умер в Англии), изменил имя на Джон Грей
- Станислав Антоний (14 мая 1834 — 10 мая 1881)
- Роза (29 июля 1836 — 12 октября 1915), муж с 1859 года князь Евгений Адольф Любомирский (1825—1911)
- Анджей Антоний (14 апреля 1838 — 20 августа 1889)
- Здислав (20 мая 1842 — 15 августа 1925), женат с 1865 года на Марии Свейковской (1841—1932)

## Галерея

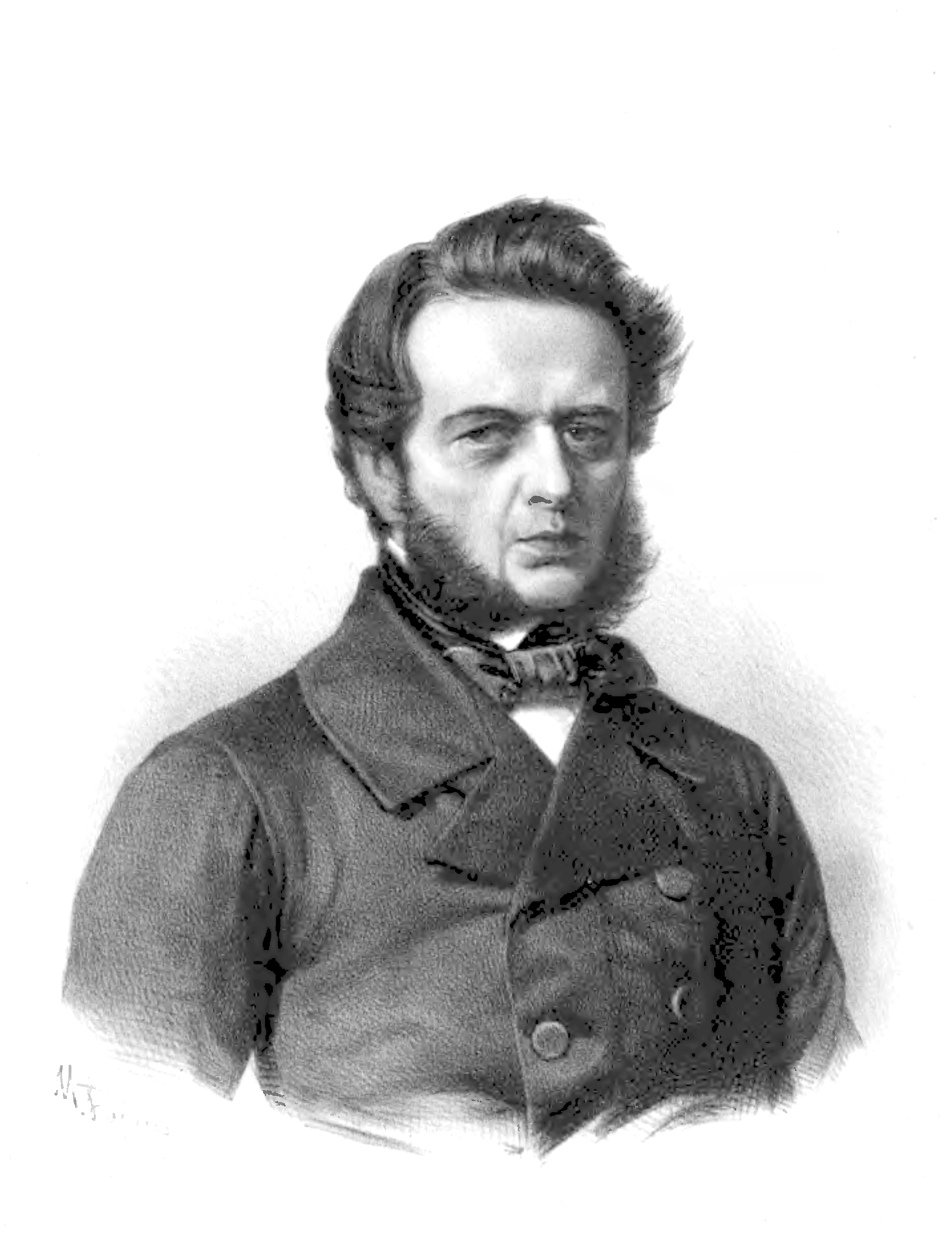
Портрет А. Замойского худ. М.Фаянса
Герб Замойских — Елита
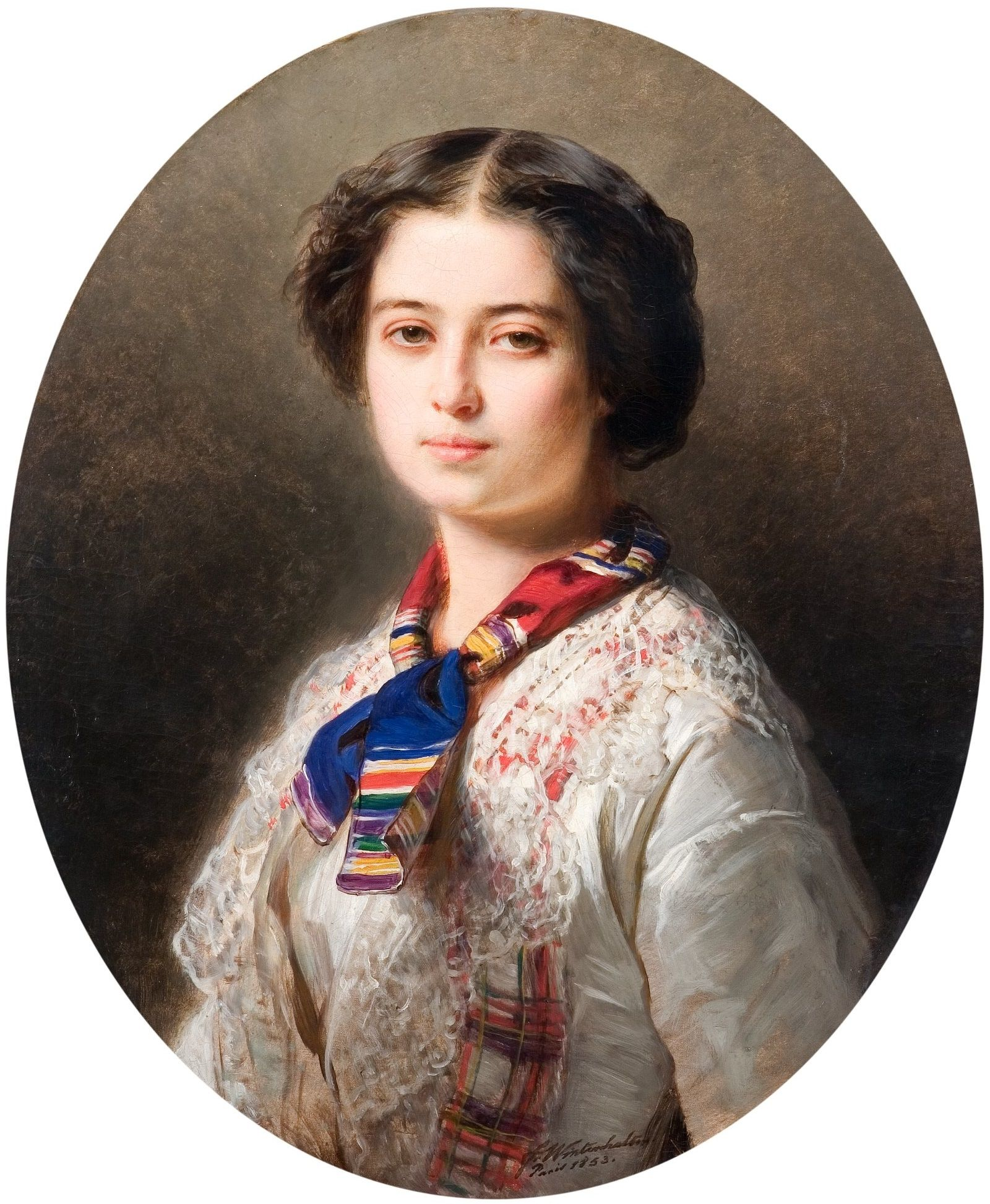
Цецилия Любомирская на портрете Ф. Винтерхальтера